# Королівська каплиця (Гданськ)
Королівська каплиця (пол. Kaplica Królewska) — католицька каплиця в бароковому стилі, розташована в Головному місті Гданська. Побудована у 1678—1681 роках.

## Історія
Каплицю було побудовано за ініціативи гданських католиків і за сприяння польського короля Яна III Собеського, оскільки храм Пресвятої Діви Марії у той час належав протестантам. Будівництво велось на кошти Анджея Ольшовського (80 000 злотих), залишені ним у своєму заповіті спеціально для цього, а також пожертви короля (20 000 злотих). Архітектором каплиці був Тильман Ґамерський, головним будівеничим — Бартель Раніш, а автором внутрішнього дизайну Андреас Шлютер.

## Галерея

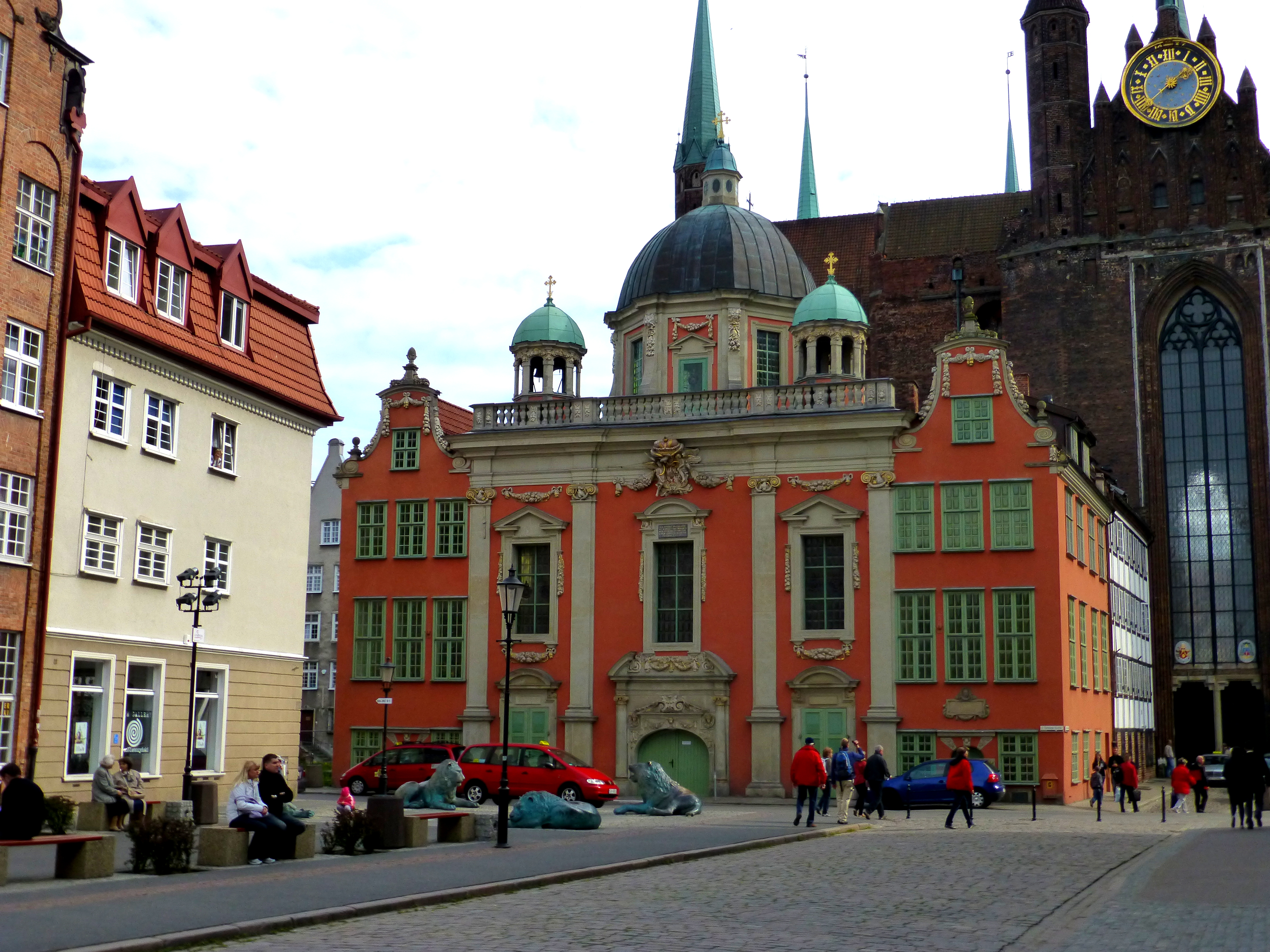
Панорама
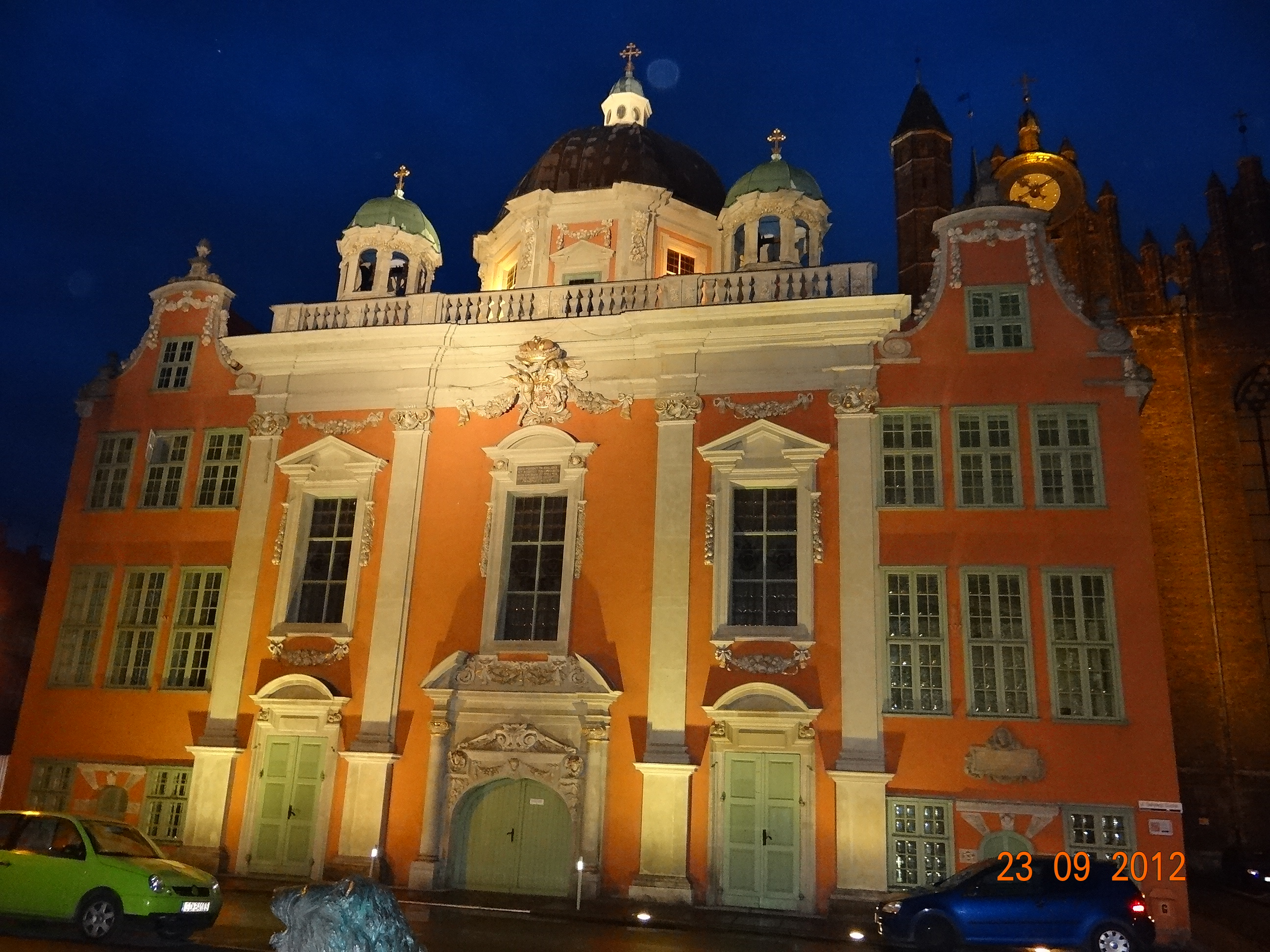
Каплиця вночі
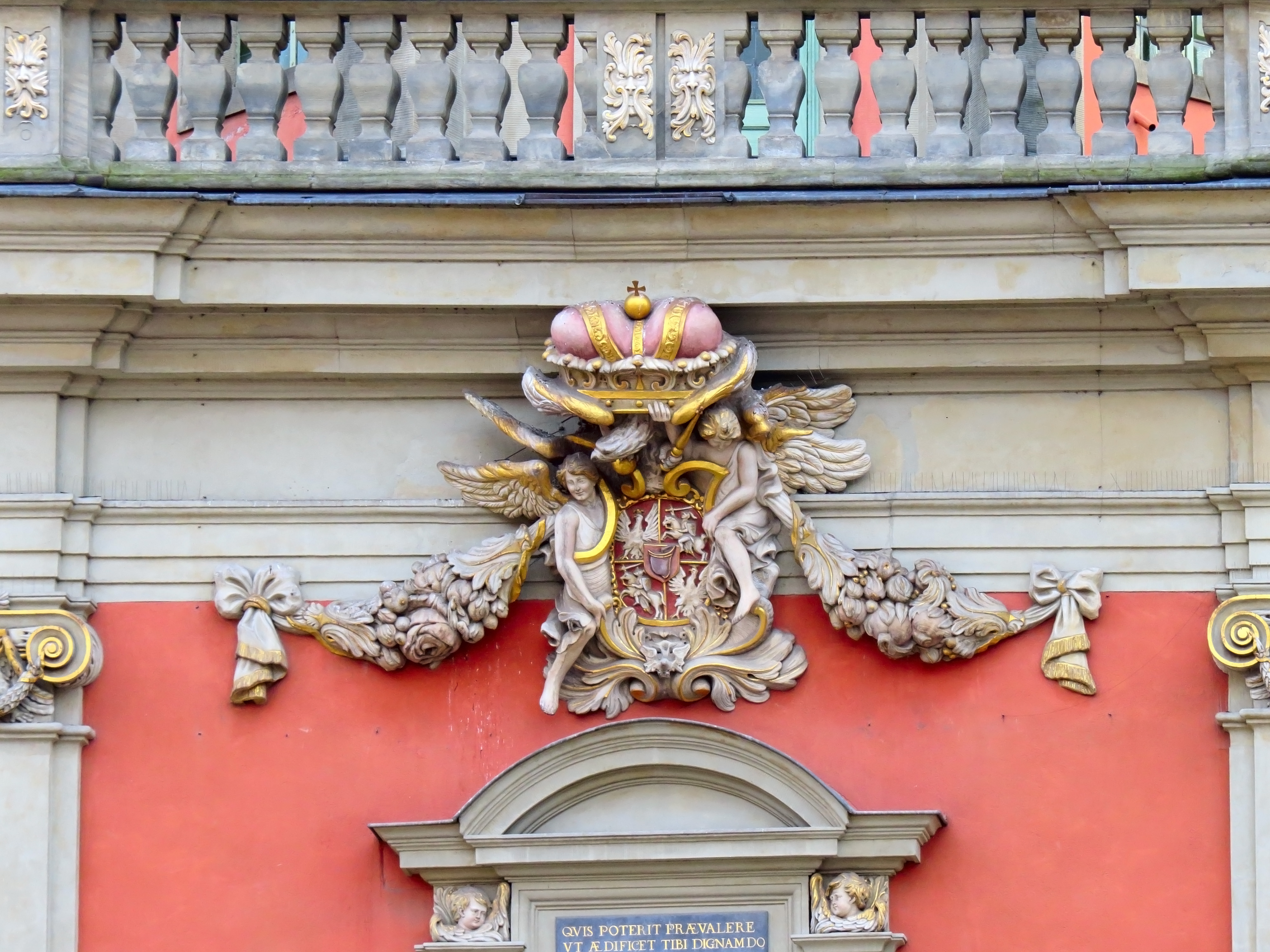
Картуш з гербом Першої польської республіки часів Яна III
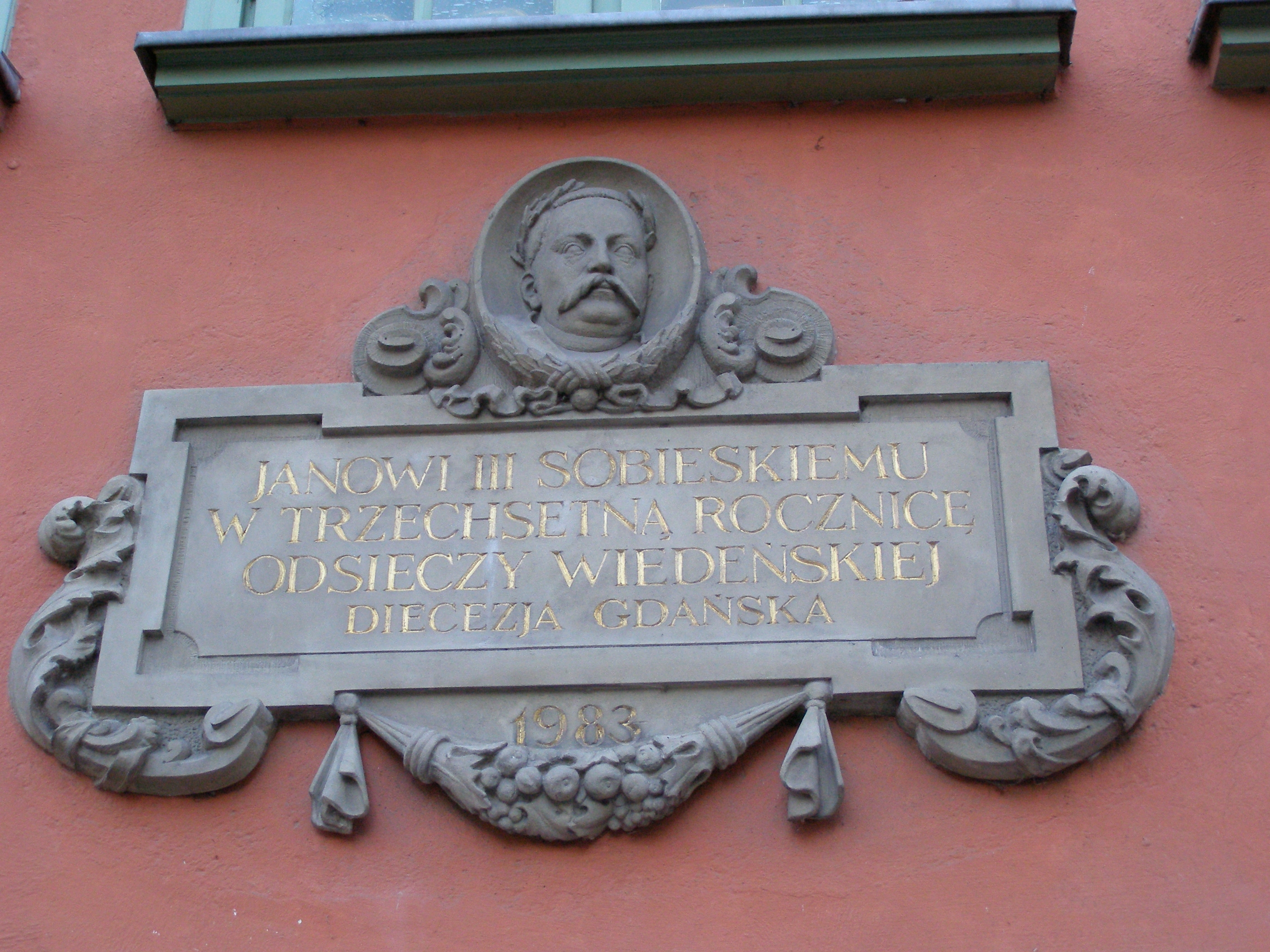
Пам'ятна дошка королю Яну III на фасаді
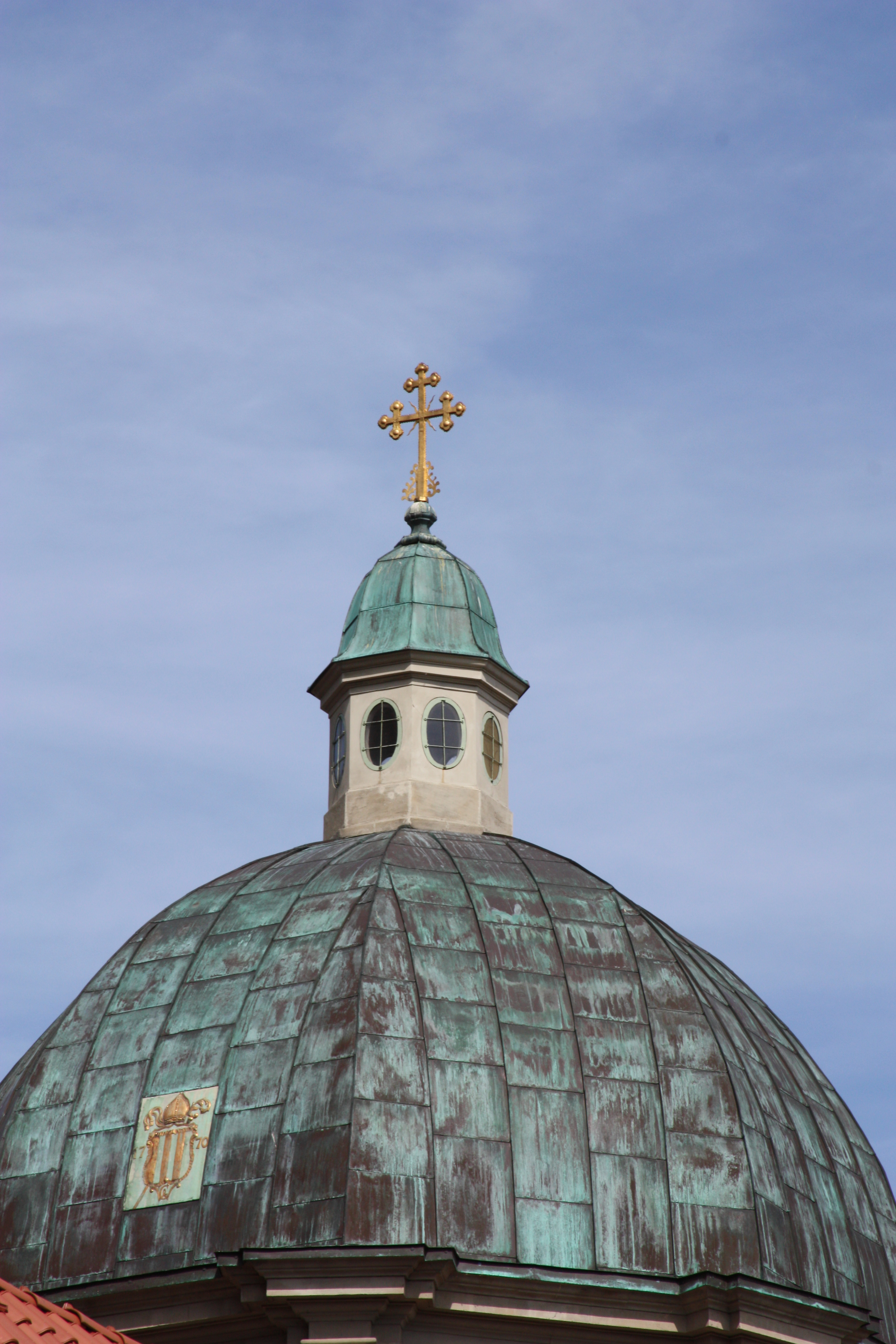
Купол